# Stephen Burton
Stephen Burton (* 2. Dezember 1987 in Ipswich) ist ein englischer Dartspieler.

## Karriere
Burton erreichte bei den Players Championships 2018 zwei Mal das Achtelfinale, wodurch er sich für die Players Championship Finals 2018 qualifizierte. Im Achtelfinale musste er sich aber dem Titelverteidiger Michael van Gerwen geschlagen geben. Im gleichen Jahr konnte er sich auch für die PDC-Weltmeisterschaft qualifizieren, verlor aber bereits im ersten Spiel gegen Ryan Searle mit 0:3. Bei der PDC Challenge Tour 2019 konnte er zwei und bei PDC Challenge Tour 2022 ein Event gewinnen.
Da Burton zum Ende der Saison 2022 auf Platz vier der Challenge Tour Order of Merit stand, durfte er bei der Q-School 2023 direkt in der Final Stage starten. Letztlich schaffte er es auch, sich über die Rangliste eine Tour Card für zwei Jahre zu erspielen.

## Privates
Burton ist beruflich als Fensterputzer tätig.

## Titel

### PDC
- Secondary Tour Events
  - PDC Challenge Tour
    - PDC Challenge Tour 2019: 2, 8
    - PDC Challenge Tour 2022: 8

## Weltmeisterschaftsresultate

### PDC
- 2019: 1. Runde (0:3-Niederlage gegen  Ryan Searle)
- 2025: 1. Runde (0:3-Niederlage gegen  Alexander Merkx)

## Turnierergebnisse
| Turnier                     | 2018              | 2019               | 2020               | ......             | 2023               | 2024               | 2025 |
| --------------------------- | ----------------- | ------------------ | ------------------ | ------------------ | ------------------ | ------------------ | ---- |
| PDC-Ranking-Turniere        |                   |                    |                    |                    |                    |                    |      |
| Weltmeisterschaft           | n/q               | 1R                 | nicht qualifiziert | nicht qualifiziert | nicht qualifiziert | nicht qualifiziert | 1R   |
| World Masters               | nicht ausgetragen | nicht ausgetragen  | nicht ausgetragen  | nicht ausgetragen  | nicht ausgetragen  | nicht ausgetragen  | VR   |
| UK Open                     | n/t               | n/q                | 3R                 | n/q                | 2R                 | 2R                 | 5R   |
| Players Championship Finals | AF                | nicht qualifiziert | nicht qualifiziert | nicht qualifiziert | 1R                 | 2R                 |      |
| Karrierestatistiken         |                   |                    |                    |                    |                    |                    |      |
| Jahresendplatzierung        | 80                | 133                | 195                | 131                | 97                 | 64                 |      |

| Legende zu den Turnierergebnissen | Legende zu den Turnierergebnissen | Legende zu den Turnierergebnissen | Legende zu den Turnierergebnissen | Legende zu den Turnierergebnissen | Legende zu den Turnierergebnissen | Legende zu den Turnierergebnissen | Legende zu den Turnierergebnissen | Legende zu den Turnierergebnissen | Legende zu den Turnierergebnissen |
| --------------------------------- | --------------------------------- | --------------------------------- | --------------------------------- | --------------------------------- | --------------------------------- | --------------------------------- | --------------------------------- | --------------------------------- | --------------------------------- |
| n/t                               | nicht teilgenommen                | n/q                               | nicht qualifiziert                | n/a                               | nicht ausgetragen                 | #R                                | Aus in jeweiliger Runde           | GP                                | Aus in der Gruppenphase           |
| AF                                | Achtelfinalist                    | VF                                | Viertelfinalist                   | HF                                | Halbfinalist                      | F                                 | Turnierfinalist                   | S                                 | Turniersieger                     |